# 崔京周
崔京周（韓語：최경주，1970年5月19日—），韓國男子職業高爾夫球運動員，1994年在服完兵役後轉打職業賽，曾8度於PGA巡迴賽奪冠，在男子高爾夫世界排名位列前10達40週之久。

## 外部連結
- Kyung-Ju Choi在日本高爾夫巡迴賽官方網站
- K J Choi在歐洲巡迴賽官方網站
- K.J. Choi在PGA巡迴賽的官方網站
- K.J. Choi在男子高爾夫世界排名的官方網站